# Казе Стефанони (Тревизо)
Казе Стефанони је насеље у Италији у округу Тревизо, региону Венето.
Према процени из 2011. у насељу је живело 52 становника. Насеље се налази на надморској висини од 45 м.